# Georges Truc

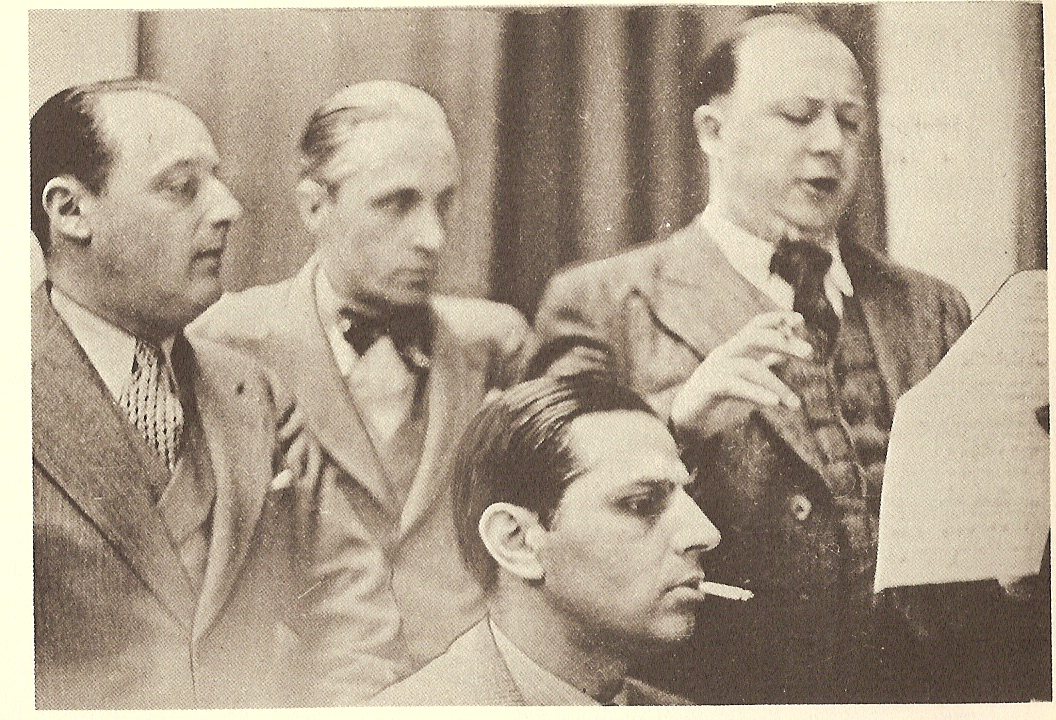
Von links: Georges Truc, Pierre Vellones, Henri Médus. Am Klavier: Maurice Jaubert (o. J.)

Georges Ernest Truc (* 16. Dezember 1893 in Colombes; † 6. Januar 1941 in Paris) war ein französischer Pianist, Dirigent und Musikproduzent.

## Leben
Der Sohn eines Musikers der Pariser Oper, absolvierte er Klavierunterricht bei Louis Diémer. Truc wirkte in den 1930er Jahren als musikalischer Direktor des Plattenlabels Columbia Records. Von ihm als Dirigent sind eine Reihe bedeutender Plattenaufnahmen erhalten: 1927 spielte er mit dem Pariser Sinfonieorchester und den Solisten Joseph Fauré (Cello) und Marcel Moyse (Flöte) die erste Gesamtaufnahme von Camille Saint-Saëns’ Karneval der Tiere ein.
Im Folgejahr entstand eine Aufnahme mit Auszügen aus Claude Debussys Pelléas et Mélisande mit Hector Dufranne und Marthe Nespoulous in den Titelrollen und Claire Croiza als Geneviève. 1929 schließlich machte er eine Gesamteinspielung von Maurice Ravels einaktiger Oper L’Heure Espagnole.
Für 1941 bereitete Truc eine Gesamtaufnahme von Pelléas et Mélisande mit Irène Joachim, der Enkelin des Geigers Joseph Joachim, und Jacques Jansen vor, deren Leitung nach seinem Tod Roger Désormière übernahm. Außerdem sind von Truc eine Reihe von Singleaufnahmen mit einzelnen Opernarien erhalten, wie beispielsweise
Nessun dorma und Non piangere, Liù aus Giacomo Puccinis Turandot mit dem Tenor Georges Thill, Voi che sapete und Non so più cosa son aus Mozarts Le nozze di Figaro mit Marcelle Denya und Ein Mädchen oder Weibchen aus Mozarts Die Zauberflöte mit Fred Bordon.
In zweiter Ehe hatte er 1932 die Pianistin Lucette Descaves geheiratet.